# 奴婢
奴婢（ぬひ, ローマ字表記: Nuhi）は、律令制における身分制度、社会階級の一つであり、良民（自由民）と賤民（非自由民）がある中の後者に相当する。奴（ぬ/やつこ, ローマ字表記: Nu / Yakko）は男性、婢（ひ/みやつこ, ローマ字表記: Hi / Miyakko）は女性を意味する。

## 中国
中国では「奴婢」は奴隷の通称で、奴は男奴隷、婢は女奴隷をさすというのは前述の通りであるが、奴にはさらに僮・僕・隷の文字と合わせて、「僮奴」「僮僕」「奴僕」「奴僕」「僮隷」などと言った。奴隷もこういった表現の一つである。女奴隷は婢以外には「女奴」とも言った。私家の所有する奴隷を表す時は、「家僮（家童）」「家奴」「家婢」と言った。
また『漢書』では奴隷のことを「蒼頭奴」「蒼頭奴婢」と言い、「蒼頭」は元は兵士の意味だが、単にこれだけでも奴隷を意味するようになった。唐の時代には同様に「青衣」とも言い「臧獲」という異称もあった。金・元の時代には、驅（駈）という字が使われ「驅丁」「驅口」などと言った。
中国の奴婢制度は、律令制によって正式に国家の制度に取り込まれるが、それ以前の殷，周には多数の奴婢が社会に存在し、労働力の中核を成していた。春秋時代、戦国時代と時代を経ると国の併呑によって戦争が大規模化したために、耕作と兵員の根本である平民の価値が向上する。主人の家に属し税を納めず徴兵対象が減ることから、戦国諸国は奴婢を減少させる政策を執った。人民は自由民である良民と、隷属民である賤民とに区別されており、賤民はさまざまな制限を受けた。賤民は大きく奴婢とその他に分けられ、その中でも国が保有する官奴婢と、個人が所有する私奴婢が存在した。秦・漢代においては、官奴婢は戦争捕虜や重罪を犯した氏族が中核を占めており、主に官営工場の労働や牧場などでの馬・鳥・犬などの飼育を行っていた。一方、私奴婢は、破産した農民などの債務奴隷で占められ、大地主のもとで農作業やその他の雑務に従事した。官の方が私よりも格はやや上で、私奴婢の方が数の上では圧倒的に多かった。
『史記』には、一個人に過ぎない呂不韋が家僮1万人、嫪毐でも家僮数千人を有していたという記述がある。『漢書』には、前漢末に諸侯や役人、豪商に広大な土地と数千の奴婢を所有するものが多くいて、奴婢が百姓の仕事を奪ってしまう状態であったという記述があり、哀帝は奴婢の数を諸侯王が2百名、列侯公主が百名、関内侯や官民は30名までを上限としようとしたという。『中論』によると、魏の徐幹は、王侯官吏だけでなく、商工業の富民で奴婢を数百人持つ者が少なくなく最低でも10人は抱えてこれを酷使するので、商人などが奴隷を所有するのを禁止せよと主張したとされる。しかし『魏書』、『北斉書』、『周書』などにも、数千・数百の奴婢を所有する人物が至る所に散見され、魏晋南北朝時代を通じて奴婢は大量に所有されたり、下賜されたり、売買されていた。奴婢は奴隷市で牛馬のように売買され、『三国志』魏書「斉王紀」（三少帝紀）には、70歳を過ぎたり病気や不具になった官奴婢までが、私奴婢として売られていたという記述がある。
北魏・隋・唐代では、律令制に組み込まれ、私奴婢は主人の管理下にあり、その主人を訴えることができないなどと定められていた。
宋代に奴婢身分の世襲，無償労働，終身契約，自由意志に基づかない契約が禁止され、法的身分も良人となり雇用主-奴婢間の争いも公的機関が法により裁判する対象となった。
奴隷制国家のモンゴルが建てた元代に入ると再び最下層身分として扱われ、魏晋南北朝時代と変わらない王家や諸侯，貴族が多数の奴婢を抱える社会体制へ変わった。
明・清代にも奴婢は残っていたが、基本的に私奴婢が中心で徐々に廃れていき、宣統元年（1909年）、清朝の最後の皇帝である愛新覚羅溥儀によって法的に奴隷制は廃止された。しかしながら、代わりに隷属的労働者であるクーリー（苦力）が現れ、クーリーの輸出貿易はしばらく続いたが、中華人民共和国の成立で禁止され、非合法となった。ハフィントンポストによると脱北女性や20万人の失踪が起きている中国の子供たちも今なお人身売買の対象となっている。

## 日本

### 律令制
日本における奴婢は、大宝律令に始まり、前述の隋・唐の律令制を日本式に改良して導入したものであった。これは律令制の崩壊とともに消滅した。
奴隷自体は、三国志魏志倭人伝に卑弥呼が亡くなったとき100人以上の奴婢を殉葬したと言う記述や、生口と呼ばれる奴隷を魏に朝貢したと言う記述が見られるように、少なくとも邪馬台国の時代には既に存在していた。仲哀紀には神功皇后の三韓征伐でも新羅の捕虜を奴婢として連れ去ったという記述がある。また蘇我氏物部氏の争いの時も聖徳太子が大連の首を切ってその子孫を四天王寺の寺奴婢としたという記述がある。これらの古代から存在していた奴隷を、律令制を取り入れるときに整理しなおされたとされる。
ヤマト王権では、もともと奴隷身分であったものを「ヤツコ（夜都古）」と呼び、奴婢はその子孫であるか、捕虜、あるいは罪人で奴婢に落とされた者であった。律令法においては、法的保護の対象である良民を拉致して奴婢とすることは賊盗律で禁じられていたが、逆に言えば誘拐して奴婢とする習慣があったということである。貧困により奴婢身分へ落ちる者もおり、債務返済では役身折酬と呼ばれる返済方法が認められていたので、多額の負債を背負わされて奴婢に落とされて使役された。
奴婢はもともと売買の対象であったが、律令が整備される過程で田畑と同じような扱いを受けるようになり、弘仁式によると持統天皇4年（690年）に、いったん奴婢の売買が禁止されたが、翌691年2月にはあらためて詔を発して官司への届出を条件に売買が許可されることになった。
律令制における賤民は、五色の賎（ごしきのせん）と呼ばれ、5段階のランクに分けられていたが、下の2段階が奴婢であった。これらは、雇い主によって、2種類に分類された。
- 公奴婢（くぬひ）または官奴婢（かんぬひ）…朝廷が所有した者。宮内省の官奴司（かんぬし）の管理を受けた。これらは66歳を過ぎると官戸に昇格し、76歳を越えると良民として解放された。職務形態も時とともに変遷を繰り返しており、初期は嶋宮奴婢といい、散在していた各皇族、豪族の宮殿がそれぞれ支配していた。やがて、藤原京や平城京の整備、上流階級の京内への集住が進むと、奴婢もまた都の近くの村に在住し、その都度朝廷に呼び出されて職務に当たっていた（常奴婢）。更に時代が下ると、宮中の一角に集住し、皇室の日常業務（内廷）に、幅広く専従するようになり、一部豪族の屋敷へも、派遣されるかたちでその家政にあたるようになった（今奴婢）[5]。
- 私奴婢（しぬひ）…民間所有の者。子孫に相続された。口分田として良民の1/3が支給された。

奴婢は、良賤法の他の３種と違い戸を成すことが許されず、主家に従属して生活した。父母のどちらかが奴婢ならば、その子も奴婢とされた。日本の律令制下における奴婢の割合は、全人口の10～20%前後だったと言われ、五色の賤の中では最も多かった。その職務としては、主に耕作に従事していた。
唐の律令を模倣した皇朝律例によると、官司に報告することなく罪を犯した奴婢を殺した家長（＝所有者）は杖罪70。罪なき奴婢を殴殺した者は徒刑3年。同じく罪なき奴婢を故殺した者は流刑二等と定められていた。捕亡令によると、逃亡した公私の奴婢を捕まえた場合、持ち主は捕縛者に報奨することが定められていた。逃亡後1ヵ月なら奴婢の価値の1/20、1年以上ならば1/10を支払うものとされた。逃げた奴婢が病気や70歳以上の高齢で使役に利用できない場合はこれらの額が半減。奴婢が以前の持ち主のもとに逃げて捕まえられた場合も半減とされた。奴婢が幼くて持ち主を特定できない場合は立札で告知され、1年以内に名乗り出なかった場合は公奴婢に組み入れ、捕縛の報酬は官が払うことになった。
日本の公的身分制度としての奴婢身分は律令制の崩壊と共に瓦解した。10世紀初頭である平安時代中期の寛平の治から延喜の治の間に、官奴婢廃止令が出されたとされる。

### 律令制崩壊後
律令制での身分制度として賤民奴婢は消滅したが、その後も奴隷は中世を通じて存在して広く売買され、これらは用途によって様々な呼称があるが、総称としては同様に奴婢と呼ばれた。
鎌倉幕府は嘉禄元年（1225年）に人身売買禁止令を出したが、南北朝の騒乱や統制の緩い室町幕府、戦国時代では乱妨取りなどによる人狩りもしばしば見られ、盛んに奴隷が取引された。ポルトガルなど海外へ売られた例もある（ポルトガルの奴隷貿易#アジア人の奴隷）。
江戸幕府は、慶長17年（1612年）、元和5年（1619年）、天和3年（1683年）と、度々禁令を発して人身売買を禁止したが実効性は全く無く、変わらず身売りが日常的且つ大量に行われた。江戸時代の刑罰（身分刑）のひとつに奴（やっこ）というものがあり、これは女性に対して科せられるもので、人別帳から除き個人に下げ渡し一種の奴婢身分とし、多くは新吉原などの娼婦として使役されたものであった。

## 朝鮮
朝鮮においては、起源と発展が他国と異なる奴隷制度であり、高麗時代に完成した制度で、同じく奴婢と漢字で書くが、ノビ（朝鮮語ラテン翻字: Nobi）と読む。
奴婢は主人の所有物であり財産であって、売買・略奪・相続・譲与・担保・賞与の対象となっていた。また、一般的に職業選択の自由、家族を持つ自由、居住移転の自由などが制限されており、一定の年齢に達したり、その他の条件で解放される場合もあった。しかしながら、基本的には牛馬家畜と同じ扱いであり、市場などで取引（人身売買）されていた。
奴婢となったいきさつは、奴婢の子、捕虜、犯罪者、窃盗犯、逆賊の妻子で賤民に落とされた者、借金の抵当などさまざまであった。しかし、最も数が多かったのは王朝が滅亡した時であり、百済滅亡時に百済の民はいずれも奴婢とされた。
朝鮮の奴婢制度は、箕子朝鮮の刑法犯禁八条に始まったと言われる。そこでは他人の家に盗み入った者はその家の奴隷とする、男なら奴、女なら婢、と定められていた。この箕子朝鮮に始まった奴婢制度は、箕子朝鮮から馬韓に受け継がれた。その後数百年間は存続と廃止を繰り返すが、実質的には維持され、935年の高麗による朝鮮半島統一に至るまでの内戦により、戦争の捕虜や経済的困窮で奴婢となった者が激増した。
また、高麗王靖宗の治世には、良賤交嫁を想定して身分制度を維持するために、1039年に婢女が生んだ子供は主人（非賤民）の所有物とされ、生母が賤民ならば子供も奴婢とするという、「賤者随母法（奴婢随母法）」が定められた。官吏は8世代に渡って家族に奴婢がいないことが証明できないと登用されないとされ、この高麗で完成された随母主義の原則がその後も朝鮮では引き継がれた特徴である。
1300年、モンゴルから高麗の征東行省に派遣されていた皇族闊里吉思は、高麗の国政への介入の一環として高麗における奴婢制度の廃止を求めたが、ときの国王忠烈王は「わが始祖は賤類とは種類が違う」と言って拒否した。
李氏朝鮮の時代では、王族に継ぐ最上位に両班、次に中人、常民（良民、平民）、奴婢という制度が法律化されていた。
1410年代には、奴婢の人口比や王族や貴族の奴婢保有数が全盛期を迎えていた。それほど多かったので、王族や貴族などの高位でも奴婢を300人以上所有してはいけないという法律まであった。当時の中央の高位の公職の身分なら、奴婢を100人以上所有したほどだった。当時の王で韓国では名君とされている世宗は、奴婢制の拡大と妓生制の拡散、事大主義の強化を行っている。両班と女性奴婢が結婚すると、子は父に沿って両班という高位身分になるようにした既存の法さえ廃止した。奴婢でない男性と奴婢の女性の間に生まれた子を奴婢に規定して、父が誰であれすべての奴婢の子は、母に沿って奴婢になるという法律が制定された。これは多くの奴婢を望む要望があったからだと分析されている。奴婢の交換価値は、奴婢制度が法的に廃止された甲午農民戦争の当時で、美貌の婢一人以上を含む奴婢五人で牛一頭であった。ただし、李氏朝鮮の時代には奴婢貢という賤民を対象とした税金があり、奴婢は主人に使役されながらも、王に対しても別に定められた枚数の木綿を納布する義務があった。
奴婢には、官奴婢（公賤）と私奴婢（私賤）が存在し、住まい及び結婚、職業の選択の自由に制限を受けており、法的に市場での売買が可能であった。官奴婢は､他の奴婢よりも高い地位にあり、良民と奴婢との中間のような立場であった。官奴婢の一部は徴税を代行していたために、地方の農民より裕福な者も存在していた。
官奴婢には非常に沢山の種類があり、役目によって細目化されていた。ドラマなどで有名になった医女も官奴婢から選抜されたもので、後期は薬房妓生と呼ばれた。妓生とは朝鮮において諸外国からの使者や高官の歓待や宮中内の宴会などで楽技を披露するために準備された婢であった。官婢には少年も含まれ、童便軍士は12歳未満の男児であった。
朝廷が功臣に下賜された官奴婢のことは丘史と呼ばれた。朝鮮では、良民が60歳以上になった場合は、奉足（補欠の意味）として2名の奴婢が与えられた。同じく80歳以上になった場合は、侍丁として官奴婢が与えられた。
文禄・慶長の役の際には、奴婢が反乱を起こして役所に火を放ち戸籍を燃やしてしまい、それによって賤民を脱した者がいた。また、戦費を獲得するために一定の額を支払った奴婢は良民になれるように定められたため、以後、身分制度は混乱して、ある地方では人口の37%居た奴婢が2%まで減少し、代わりに9%に過ぎなかった両班が70%を占めるという状況も起きた。
また、奴婢とは別に「白丁」と呼ばれる賤民が存在した。奴婢が主人の所有物であったのに対し、彼らは誰かの所有物ではなかったが、職業は特定のものに限定され、規則をやぶれば厳罰を受け、時にはリンチで殺害された。白丁は人間ではないとされていたため、殺害犯は罰を受けなかった。
1894年の甲午改革に至って、奴婢制度・白丁制度が法的に廃止されたが、奴婢・白丁といった賤民階層への差別は続き、実質的に存続していた。甲午改革を推進した金玉均は、朝鮮社会の封建的身分制度こそ不平等の根源であり、ひいては国家の腐敗、衰退の主因と主張している。
朝鮮半島で実質的に奴隷制度が廃止されたのは、日韓併合の前年1909年である。この年に韓国統監府は戸籍制度を導入することで、人間とは見なされていなかった姓を待たない賤民階層にも姓を許可した。これにより、彼らの子供たちは学校に通えるようになり、身分解放に反発する両班は激しい抗議デモを繰り広げたが、身分にかかわらず教育機会を与えるべきと考える日本政府によって即座に鎮圧された。
だが、1980年にソウルで発行された本には、「奴婢の制度は支配階級のひどい虐待のもとで、ごく最近まで続いた。1920年代においても朝鮮の家庭ではほとんど例外なく、聴直・床奴・上直・住込み女中などという奴婢を置いていた。」と記されている。
戦後、北朝鮮では｢政治犯強制収容所｣が出現し、実質的に奴隷制度が再現されている。また、ハフィントンポストによると、多数の脱北女性が中国で農村部や風俗店に人身売買されている。